# Phu Quy
Phú Quý ou Poulo-Cécir-de-Mer est une île située au sud-est du Viêt Nam à environ 100 km de Phan Thiết. Elle comprend trois communes, avec une population de 20 698 habitants. L'île abrite le phare de Phu Quy (Hải đăng Phú Quý) situé au nord-ouest de l'île et un bunker militaire abandonné sur la côte est,,.
Pendant le protectorat français, le nom officiel de l'île était Poulo-Cécir-de-Mer (parfois écrit Pulau Cecir de Mer),,.

## Géographie
Le district de Phú Quý comprend un total de dix îles, dont Phú Quý est la plus grande. L'île a une superficie de 16,5 km². Le district est situé à 100 km au sud-est de Phan Thiết, à 150 km au sud de Cam Ranh, à 120 km à l'est de Vũng Tàu, à 333 km au nord-est de Côn Sơn et à 540 km à l'ouest des îles Spratly. Le point culminant de l'île est le mont Cam Dat, à 106 mètres d'altitude. Le nord de l'île est rocheux, tandis que le sud est principalement constitué de sable,,.

## Administration
L'île de Phú Quý est divisée en trois communes :
- Ngũ Phụng : Phú An (1), Thương Châu (2), Quý Thạnh (3)
- Tam Thanh : Mỹ Khê (4), Hội An (5), Triều Dương (6)
- Long Hải : Phú Long (7), Đông Hải (8), Quý Hải (9), Tân Hải (10).

Remarque : les chiffres entre parenthèses () indiquent d'anciens noms de villages.

## Tourisme
Phú Quý appelle les investisseurs nationaux et étrangers à investir sur l'île, notamment pour développer les infrastructures, en particulier les aéroports et les hôtels pour accueillir les touristes.

## Transport
Les routes de transport reliant le continent et l'île de Phú Quý sont limitées. Par mer calme, le voyage en ferry peut durer jusqu'à six heures, limitant le tourisme. Cependant, au milieu de l'année 2010, la société de transport coopératif Fortune a mis en service un ferry à mi-vitesse, raccourcissant le temps de trajet vers l'île de Phú Quý à environ 2,5 à 3 heures.
Le ferry à mi-vitesse a été arrêté en 2015 et remplacé après un an par un ferry qui prend 4 heures, fonctionnant aux côtés du ferry de 6 heures. En 2018, le ferry à mi-vitesse a été rétabli et le trajet vers l'île prend maintenant 2,5 heures dans des conditions favorables.

## References
1. ↑  « Welcome to the website of Binh Thuan province - Viet Nam » [archive du 22 septembre 2010] (consulté le 19 juillet 2007)
2. ↑  « Hòn đảo núi lửa » (consulté le 26 juillet 2023)
3. ↑  « Khám phá vùng đất mới đảo Phú Quý - “viên ngọc thô” xứ Bình Thuận » (consulté le 26 juillet 2023)
4. ↑  « Hoang sơ Phú Quý » (consulté le 26 juillet 2023)
5. ↑  MAI NGUYÊN/BÁO NHÂN DÂN, « Đến với Cù Lao Thu » (consulté le 26 juillet 2023)
6. ↑  « Những ngôi nhà của thế kỷ 20 trên đảo Phú Quý » (consulté le 26 juillet 2023)
7. ↑  Trên cảng biển Phú Quý, « Đến với Cù Lao Thu » (consulté le 26 juillet 2023)
8. ↑  « Huyện đảo Phú Quý đạt chuẩn nông thôn mới » (consulté le 26 juillet 2023)
9. ↑  « Cuộc thi viết về chủ quyền: Viên ngọc quý giữa trùng dương » (consulté le 26 juillet 2023)
10. ↑  Đảo Phú Quý Bình Thuận:, « tour phú quý » (consulté le 26 juillet 2023)
11. ↑  « BÁO CÁO ĐÁNH GIÁ MÔI TRƯỜNG CHIẾN LƯỢC » (consulté le 26 juillet 2023)
12. ↑  « Tính đa dạng sinh học của KBTB Phú Quý » (consulté le 26 juillet 2023)